# Onesse
Onesse era una comuna francesa que estaba situada en el departamento de Landas, de la región de Nueva Aquitania, que en 1833 se fusionó con la comuna de Laharie, formando la comuna de Onesse-Laharie.

## Demografía
| Gráfica de evolución demográfica de Onesse entre 1793 y 1831 |
|                                                              |

Los datos demográficos contemplados en este gráfico se han cogido de la página francesa EHESS/Cassini.